# Fontaine-au-Bois
Fontaine-au-Bois är en kommun i departementet Nord i regionen Hauts-de-France i norra Frankrike. Kommunen ligger i kantonen Landrecies som tillhör arrondissementet Avesnes-sur-Helpe. År 2022 hade Fontaine-au-Bois 691 invånare.

## Befolkningsutveckling
Antalet invånare i kommunen Fontaine-au-Bois
| Referens: INSEE |